# Hüttenberg
Hüttenberg je naselje v Občini Hüttenberg v Okraju Šentvid ob Glini na Koroškem v Avstriji.